# Ordre public international
L'ordre public international se définit en droit français comme « les principes de justice universelle considérés dans l'opinion française comme dotés de valeur international absolue ». Son rôle est principalement d'évincer la loi étrangère désignée par une règle de droit international privé lorsque l'application de cette loi porte atteinte aux valeurs fondamentales du for (l'ordre juridique du tribunal saisi).

## Définition de l'ordre public international
Des auteurs comme Niboyet et Geouffre de La Pradelle considèrent qu'il est « impossible de donner une définition précise de la notion d’ordre public international ». Si l'appellation d'ordre public international est généralement retenue en droit français, il ne faut pas se méprendre sur sa signification. Cet ordre public n'est pas véritablement international, dans le sens où il ne représente pas un consensus de l'ensemble des nations. Plus précisément, cet ordre public est de source interne, dans la mesure où un juge français chargé d'appliquer une loi étrangère vérifiera que son application est conforme à l'ordre public international du for, c'est-à-dire à l'ordre juridique français. De plus, aucune définition exacte n'a jamais été donnée de cette notion, qui se définit de manière négative : le juge considérera à un moment donné que telle loi est contraire à l'ordre public international français, sans donner une liste exhaustive de ce qui pourrait constituer cet ordre public international. Par exemple, des décisions françaises ont pu considérer que la loi espagnole qui prohibait le divorce était contraire à l'ordre public international, et ne devait donc pas recevoir application, quand bien même le droit espagnol était désigné par l'application d'une règle de droit international privé en l'espèce.

## L'exception d'ordre public international
Le terme d'« exception » indique que l'ordre public international n'aura vocation à intervenir que de manière ponctuelle. En effet, le rôle des règles de droit international privé étant d'assurer la prévisibilité et la sécurité juridique des justiciables, une application systématique de l'exception d'ordre public conduirait à vider de leur substance les règles de conflit de lois.

## Une applicationin concreto
Le contrôle par le juge de la contrariété d'une loi étrangère à l'ordre public international s'effectue de manière in concreto. Cela signifie que le juge ne se borne pas à constater si le contenu abstrait de la loi étrangère est contraire à l'ordre public international. Au contraire, il doit vérifier que l'application concrète de la loi étrangère au cas d'espèce conduit à une situation intolérable aux yeux de l'ordre juridique du for. Par exemple, une loi étrangère qui ne connaît pas la réserve héréditaire reconnue en droit français n'est pas en tant que telle contraire à l'ordre public international. En revanche, lorsqu'une telle loi place les héritiers dans une situation précaire le juge français lui opposera une exception d'ordre public car son application concrète est contraire aux valeurs de l'ordre juridique français.

## Effets de l'exception d'ordre public international
Opposée à une loi étrangère, l'exception d'ordre public international a deux effets. 
Son premier effet est dit « négatif ». Il conduit à l'éviction de la loi étrangère désignée par la règle de conflit. Lorsque le juge a écarté la loi étrangère, il revient au point de départ : la règle de conflit lui a désigné une loi étrangère, mais le juge ne peut l'appliquer du fait de sa contrariété à l'ordre public. Il doit alors nécessairement trouver une solution, ce dernier étant dans l'obligation de trancher le litige sous peine de voir engagée sa responsabilité pour déni de justice. 
Pour trancher le litige qui lui est soumis, le juge va faire appel à l'effet dit « positif » de l'exception d'ordre public. L'éviction de la loi étrangère conduit à l'application de la loi française, en vertu de la vocation subsidiaire de la loi du for. Cette substitution est cependant circonscrite. La loi française n'aura vocation à se substituer qu'aux seules dispositions de la loi étrangère qui sont contraires à l'ordre public international. La loi étrangère désignée par la règle de conflit continuera donc à s'appliquer aux autres aspects du litige soumis au juge, sous réserve de son absence de contrariété à l'ordre public international.

## Perspectives
Dans un article de 2002, la juriste française Monique Chemillier-Gendreau décrit la nécessité et les obstacles à un ordre public véritablement international.